# Arthur Hiller
Arthur Hiller (Edmonton, Alberta, 22 de novembro de 1923 – 17 de agosto de 2016) foi um cineasta canadense. Foi presidente do Directors Guild of America entre os anos de 1989 e 1993 e presidente da Academia de Artes e Ciências Cinematográficas entre os de 1996 e 1998.
Em 2002 foi homenageado com uma estrela na Calçada da fama do Canadá.
Morreu em 17 de agosto de 2016, aos 92 anos.

## Filmografia
- 2005 : The Trouble with Frank

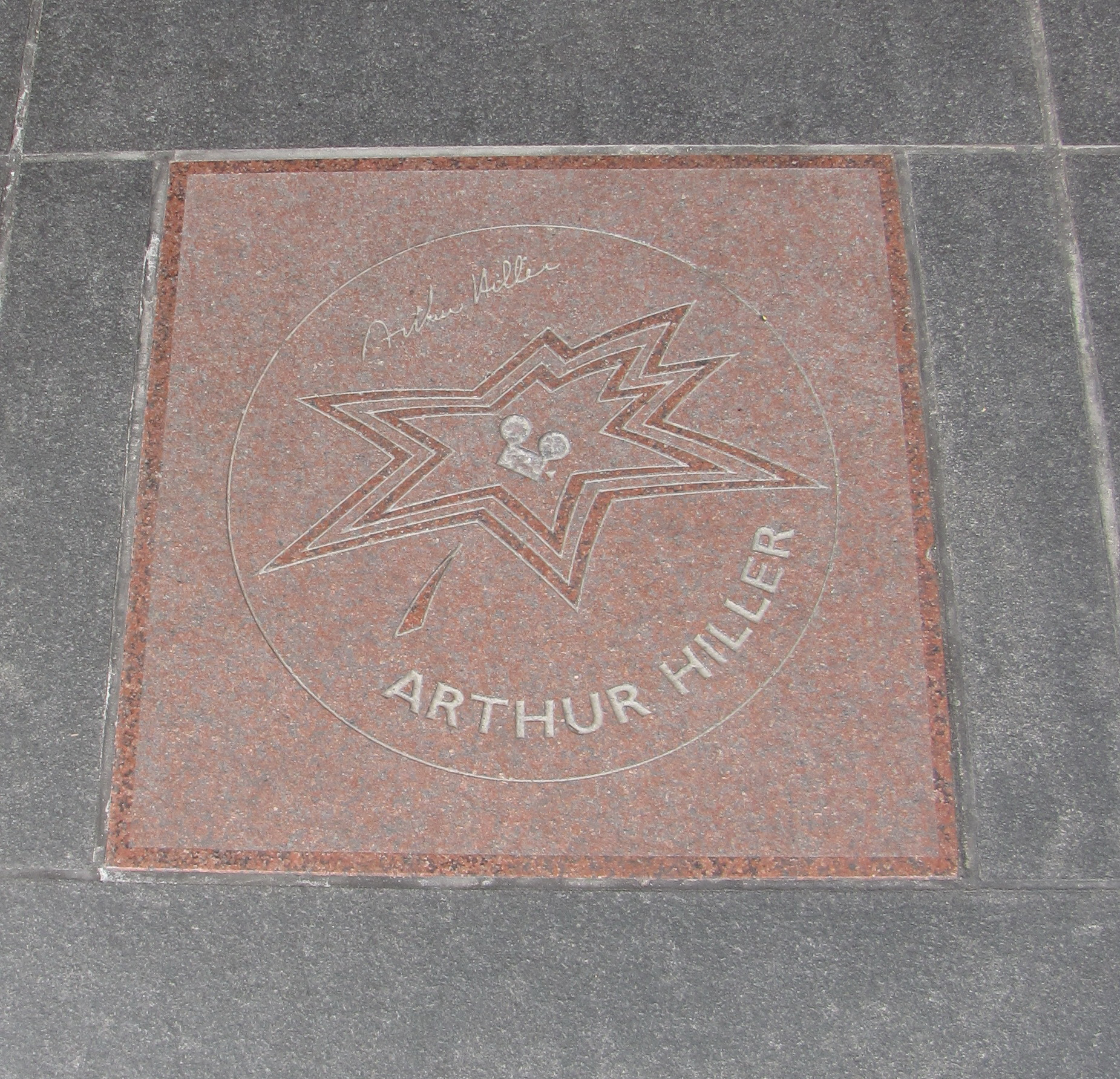
Estrela de Arthur Hiller na Calçada da Fama do Canadá.

- 1998 : An Alan Smithee film: Burn, Hollywood, burn... (br: Hollywood - Muito além das câmeras)
- 1996 : Carpool... (br: Sequestro por engano)
- 1992 : The Babe... (br: Ânsia de viver)
- 1991 : Married to it... (br: Particularidades do casamento)
- 1990 : Taking Care of Business... (br: Milionário num instante / pt: Milionário instantâneo)
- 1989 : See no evil, hear no evil... (br/pt: Cegos, surdos e loucos)
- 1987 : Outrageous Fortune... (br/pt: Que sorte danada!)
- 1984 : Teatchers... (br: Escola da desordem)
- 1984 : The Lonely Guy... (br: Rapaz solitário)
- 1983 : Romantic Comedy... (br: Comédia romântica)
- 1982 : Author! Author!... (br: Autor em família / pt: O palco e a vida)
- 1982 . Making Love... (br: Fazendo amor / pt: Making love)
- 1979 : The In-laws... (br: Um casamento de alto risco / pt: Por favor não matem o dentista)
- 1979 : Nightwing... (br: Temores da noite / pt: Asas da noite)
- 1976 : W.C. Fields and me... (br: Frenesi de glória / pt: W. C. Fields e eu)
- 1976 : Silver Streak... (br/pt: O expresso de Chicago)
- 1975 : The Man in the Glass Booth... (br: Um homem na caixa de vidro)
- 1974 : The Crazy World of Julius Vrooder
- 1972 : Man of La Mancha... (br/pt: O homem de La Mancha)
- 1971 : The Hospital... (br: O hospital / pt: Hospital)
- 1971 : Plaza Suite... (br: Hotel das ilusões / pt: Suíte em hotel de luxo)
- 1970 : Love Story... (br: Love Story - Uma história de amor / pt: Love Story - História de amor)
- 1970 : The Out-of-Towners... (br: Forasteiros em Nova York / pt: A sorte viajou de barco)
- 1969 : Popi (br/pt: Popi)
- 1967 : The Tiger Makes Out... (br: Um tigre de alcova)
- 1967 : Tobruk... (br/pt: Tobruk)
- 1966 : Penelope... (br: Os prazeres de Penélope)
- 1965 : Promise Her Anything... (br: A deliciosa viuvinha / pt: Não lhe prometa tudo...)
- 1964 : The Americanization of Emily... (br: Não podes comprar o meu amor / pt: Emily)
- 1963 : The Wheeler Dealers... (br: Simpático, rico e feliz)
- 1963 : Miracle of the White Stallions... (br: Ao passar do vendaval / pt: O esquadrão branco)
- 1962 : This Rugged Land
- 1957 : The Careless Years... (br: Se a mocidade soubesse)
- 1956 : Massacre at Sand Creek

## Premiações
- Indicação ao Oscar de Melhor Diretor, por "Love Story - Uma História de Amor" (1970).
- Prêmio Humanitário Jean Hersholt, concedido pela Academia de Artes e Ciências Cinematográficas em 2002.
- Globo de Ouro de Melhor Diretor, por "Love Story - Uma História de Amor" (1970).
- Prêmio Especial do Júri, no Festival de Berlim, por "O Hospital" (1971).
- Indicação ao Framboesa de Ouro de Pior Diretor, por "Hollywood - Muito Além das Câmeras" (1998).